# Nevestino
Nevestino (Bulgaars: Невестино) is een gemeente in de Bulgaarse oblast Kjoestendil. Het dorp Nevestino is het administratieve centrum van de gemeente. Op 31 december 2017 telt de gemeente Nevestino 2088 inwoners.

## Geografie
De gemeente Nevestino heeft een totale landoppervlakte van 440 km². Het reliëf van de gemeente Nevestino is vrij bergachtig. Het laagste punt is zo'n 400 meter hoog.

## Bevolking
De gemeente Nevestino is erg dunbevolkt en ontvolkt in een rap tempo. Op 31 december 2017 telt de gemeente iets meer dan tweeduizend inwoners, terwijl dit in de jaren '40-'50 van de vorige eeuw nog meer dan twintigduizend mensen bedroeg. De bevolking is in zeventig jaar tijd met ruim 90% gekrompen. 
| gemeente Nevestino | 21 650 | 22 877 | 18 336 | 13 904 | 9 489 | 7 266 | 5 894 | 4 466 | 2 821 | 2 088 |